# Крсто Хегедушич
Крсто Хегедушич (хорв. Krsto Hegedušić); 26 листопада 1901, Петріня, тоді Австро-Угорщина — 7 квітня 1975, Загреб, тоді СФРЮ, нині Хорватія) — хорватський живописець і графік, ілюстратор і театральний декоратор. Найвідоміші твори митця зображують щоденне життя хорватських селян у манері наївного мистецтва. Художник був одним із засновників групи митців «Земля» (Zemlja).

## Біографія
Крсто Хегедушич навчався мистецтву в загребській Академії мистецтв (1920—26) і у Парижі як стипендіат французького уряду (1926—28).
Повернувшись на батьківщину (1928), Хегедушич жив у Загребі та у селі Глебіне, де 1930 року заснував Школу народних художників-примітивістів.
У 1929 році митець був одним з ініціаторів створення прогресивного мистецького об'єднання «Земля» (Zemlja) в Загребі.
З 1936 року К. Хегедушич викладав у загребській Академії мистецтв, з 1950 року — керівник її Школи майстрів.
З 1957 року Крсто Хегедушич — директор Графічного інституту Югославської академії наук і мистецтв.
Художник неодноразово відвідував європейські країни. Виступав як художній критик, співпрацював у часописах «Данас» (з 1934) та «Друк» (з 1939). Митець також ілюстрував книги та декорував театральні і балетні постановки.
1970 року отримав Премію Владимира Назора за значні досягнення у мистецтві.
Крсто Хегедушич помер у 1975 році в Загребі.

## Творчість
Живописні і графічні роботи Хегедушича свідчать про інтерес художника до життя народу. У ранніх малюнках (1920-ті) відображений світ знедолених: жебраків, безробітних, селян-бідарів. У живописі 1920—1930-х переважає тема села. Жанрові сцени виконані в манері, близькій мистецтву примітиву: локальна розмальовка без моделювання об'єму кольором, грубуватий малюнок, що узагальнює форму та силует, підкреслена декоративність композиційного рішення («П'ятеро в корчмі», 1927, Белград, приватне зібрання). Надалі у творчості Хегедушича посилюються риси соціальної критики. У картині «Реквізиція» (1929, Рієка, Сучасна галерея) показане село, в якому влада жорстоко розправляється з селянами. Художник вдається до панорамного зображення, що дозволяє розмістити на полотні кілька окремих виразних епізодів. Прийом трагічного гротеску в трактуванні селян, висхідний до творчості Пітера Брейгеля «мужицького», стане характерним для ряду робіт Хегедушича початку 1930-х («Повінь», 1932, Загреб, Сучасна галерея).
У серії малюнків (34 аркуші) кінця 1920-х — початку 1930-х років, виданих у Загребі під назвою «Подравські мотиви» (1933), представлені і сучасне художнику злиденне хорватське село, і убогий побут міської околиці. Тут художник використав гротеск, програмний антиестетизм, застосувавши нарочито грубий, вуглуватий малюнок, що відповідає зображуваним о́бразам.
Сатиричний гротеск у живописних творах Хегедушича подеколи супроводжується іносказанням, метафорою. У картині з латинською назвою Justitia (1934, Скоп'є, Художня галерея) майстер ніби підсумовує всі свої спостереження, показуючи село, в якому жандарми б'ють, катують і вішають людей. Алегорична постать Справедливості у гніві та розпачі тікає з цього місця.
Після II Світової війни художник залишився вірним колишній художній манері, однак тематика його робіт змінилася. Значне місце у повоєнній творчості Хегедушича займає змалювання тяжких вражень від побаченого в окупаційні роки: «Мертві води» (1956, Любляна, Художня галерея), «Стражники концтабору» (1957), «Транспорт в'язнів» (1963). В інших творах наростають ноти песимізму («Засуха», 3 варіанти — 1957, 1959, 1961) та відчуття самотності і неприкаяності у ворожому світі («Двір», 1958).
Творчість Крсто Хегедушича відіграла важливу роль у становленні та розвитку живопису примітивістів, однієї з суттєвих гілок різнорідного хорватського мистецтва.